# XIII millennio a.C.
Il XIII millennio a.C. inizia il 1º gennaio dell'anno 13000 a.C. e termina il 31 dicembre dell'anno 12001 a.C. incluso.

## Eventi
- intorno all'anno 13000 a.C. - Mesoamerica: A questa data dovrebbero risalire i resti ritrovati a Città del Messico della cd. Mujer del Peñón (donna della roccia), secondo la Cronologia di Piña Chán.
- Intorno all'anno 12800 a.C. - Sudamerica: Presenze di Homo Sapiens nell'America pre-colombiana (Monte Verde, Cile)[1][2].
- intorno all'anno 12500 a.C.: - Medio Oriente: Inizio della cultura mesolitica Natufiana nel Levante - Produzione incipiente- (fino al 9500 a.C.)
  - L'uomo inizia ad abbandonare gradualmente il nomadismo e possiamo ipotizzare almeno insediamenti mobili prolungati. Questi erano situati, quasi totalmente, in zone di bassa montagna, così da avere a disposizione, a corto raggio, una certa gamma di unità ecologiche diverse che garantissero varietà di cibo (per mezzo di un loro sfruttamento in successione o contemporaneo), nonché averne disponibilità in diversi periodi dell'anno. L'economia si basa essenzialmente su caccia, pesca e raccolta (frutti e piante). La caccia e la pesca continuano a migliorare grazie ai progressi litici, che ora permettono di avere punte di freccia, ami e arpioncini, ma anche falcetti per la raccolta del cibo. Comincia a diffondersi l'ereditarietà e la proprietà privata. Le sepolture riguardano sia singoli che famiglie.
  - È noto che l'estrazione dell'ossidiana in Asia Minore era ben avviata in questo millennio.  L'ossidiana era una risorsa che i cacciatori-raccoglitori potrebbero aver scambiato durante questo millennio.
- intorno all'anno 12400 a.C. - Sudamerica: Presenze di Homo Sapiens nell'America pre-colombiana (El Abra, Colombia)

## Invenzioni, scoperte, innovazioni
- Intorno all'anno 13000 a.C. - Europa: In Francia, il primo incisivo di cervo rosso è datato al 13-12 millennio a.C. Nei siti natufiani levantini, i cani sono presenti già in questo millennio. 
  - Periodo Magdaleniano Superiore (12500 a.C.-8500 a.C.) in Francia e penisola iberica, che coincide con la Piena fioritura della civiltà magdaleniana. Sviluppo della manifattura di strumenti di materiali rigidi di origine animale (zagaglie, arpioni, focine, ...).
  - Nei Pirenei compare la più evoluta cultura Aziliana, per alcuni già nel Mesolitico, caratterizzato dall'uso di raschiatoi molto corti, punte aziliane (punte o bipunte allungate, ottenute mediante ritocco erto diretto con andamento curvo), segmenti e triangoli ottenuti con la tecnica dei microbulino.
  - Jebel Sahaba, un sito di battaglia preistorico, risale al XVII-XII millennio a.C.  Recinti rotondi sono stati scoperti in ambienti archeologici risalenti a questo millennio. I siti di Boncuklu e Pınarbaşı risalgono a questo millennio.